# 프란시스코 리아뇨
프란시스코 리아뇨 페르난데스(스페인어: Francisco Liaño Fernández, 1964년 11월 16일, 칸타브리아 주 산탄데르 ~)는 스페인의 전 축구 선수로, 현역 시절 골키퍼로 활약하였다.
그는 현역 15년 동안 4개 구단에서 활동했지만, 주로 데포르티보에서 활약하였고, 1990년대 초 데포르의 초기 중흥기를 주도한 선수들 중 하나였다. 그는 트로페오 리카르도 사모라를 두 차례 획득한 경험이 있다.

## 클럽 경력

### 라싱 산탄데르
리아뇨는 칸타브리아 주 산탄데르 출신으로, 고향 라싱 산탄데르에서 축구를 시작하여 1군으로 도약하였고, 1984년 9월 9일에 라 리가 신고식을 치렀다. 그는 라싱 소속으로 6년을 보냈는데, 주로 같은 유소년부 출신인 페드로 알바와 호세 마리아 세바요스의 후순위 수문장을 맡았다.
라싱에서의 마지막 시즌인 1989–90 시즌, 세군다 디비시온으로 소속 구단이 강등된 후에 리아뇨가 1차례 리그에서 출전할 기회를 잡았지만, 또다시 강등되었다. 그 후, 그는 또다른 3부 리그에 속한 구단인 세스타오로 이적하였고, 이 곳에서 한 시즌 동안 38경기에 출전해 28골만 내주면서 자신의 첫 트로페오 리카르도 사모라를 획득하였고, 소속 구단은 리그 8위의 성적을 거두었다.

### 데포르티보
리아뇨는 1991년 여름에 데포르티보로 이적하였다. 그는 본래 후안 카날레스의 후보로서 영입되었지만, 카날레스 골키퍼가 시즌 개막을 앞두고 부상당하면서 처음 10경기에 출전하였다. 두 수문장 모두 시즌 막판에 부상으로 쓰러지면서, 3번째 골키퍼인 요수가 선발로 11경기 골문을 지켰다.
비록 카날레스가 주전 골키퍼로서 시즌을 마쳤지만, 1992–93 시즌을 앞두고 또 쓰러지면서, 리아뇨가 다시 주전으로서의 기회를 받게 되었다. 그리고, 선수단이 선방하면서, 그도 주전으로서의 입지를 굳히게 되었고, 두 차례 최우수 골키퍼로 선정되었고, 소속 구단도 리그를 3위로 마감하여 사상 첫 UEFA컵 진출권을 획득하였다. 그 다음 시즌에는 38경기 출전 18골 실점으로 리그 역대 최저 실점률 기록을 세웠는데, 그와 어깨를 나란히 한 사람은 2015–16 시즌에 아틀레티코 마드리드의 수문장이었던 오블라크뿐이었다. 그 결과 리아뇨는 2년 연속 개인상을 받았는데, 갈리시아 연고 구단은 바르셀로나에 골득실차로 밀려서 준우승을 차지했다.
리아뇨는 부상으로 1994–95 시즌의 3달을 빠졌지만, 데포르티보의 코파 델 레이 첫 우승이자 구단의 첫 주요 대회 우승을 도왔다. 존 토샥은 1995–96 시즌을 앞두고 데포르티보의 신임 감독으로 부임하면서 카날레스를 주전 수문장으로 세웠다. 처음 7경기에서 10골을 실점한 후, 웨일스인 감독은 리아뇨를 다시 주전으로 내세웠는데, 데포르는 이 시즌을 9위로 마감했다.

### 말년
1996년 여름에 페트르 코우바와 자크 송오가 입단하면서, 31세의 리아뇨는 자유 이적으로 [[스포르팅 히혼에 합류했다. 그는 아스투리아스 연고 구단에서 2년을 보내고 은퇴하였는데, 그 동안 그는 전설적인 후안 카를로스 아블라네도 골키퍼에 밀려 단 두 번의 리그 경기에 출전하는데 그쳤다.

## 수상

### 클럽
데포르티보
- 코파 델 레이: 1994–95
- 수페르코파 데 에스파냐: 1995
- 라 리가 준우승: 1993–94

### 개인
- 트로페오 리카르도 사모라: 1992–93 (산티아고 카니사레스와 공동 수상), 1993–94